# Certhia nipalensis
Trepadeira-nepalesa ou trepadeira-de-flancos-ruivos (Certhia nipalensis) é uma espécie de ave da família Certhiidae.
Pode ser encontrada nos seguintes países: Butão, China, Índia, Myanmar e Nepal.
Os seus habitats naturais são: florestas boreais e florestas temperadas.